# Mohana
Mohana es una ciudad censal situada en el distrito de Gajapati en el estado de Odisha (India). Su población es de 5197 habitantes (2011). Se encuentra a  208 km de Bhubaneswar.

## Demografía
Según el censo de 2011 la población de Mohana era de 5197 habitantes, de los cuales 2687 eran hombres y 2510 eran mujeres. Mohana tiene una tasa media de alfabetización del 88,55%, superior a la media estatal del 72,87%: la alfabetización masculina es del 94,57%, y la alfabetización femenina del 81,81%.